# Olympische Jugend-Sommerspiele 2014/Teilnehmer (Mosambik)
| Gelbes Symbol für Goldmedaillen mit stilisierten Olympischen Ringen | Graues Symbol für Silbermedaillen mit stilisierten Olympischen Ringen | Braundes Symbol für Bronzemedaillen mit stilisierten Olympischen Ringen |
| ------------------------------------------------------------------- | --------------------------------------------------------------------- | ----------------------------------------------------------------------- |
| —                                                                   | —                                                                     | —                                                                       |

Die Jugend-Olympiamannschaft aus Mosambik für die II. Olympischen Jugend-Sommerspiele vom 16. bis 28. August 2014 in Nanjing (Volksrepublik China) bestand aus drei Athleten.

## Athleten nach Sportarten

### Leichtathletik
Mädchen
- Isabel Mate
200 m: 19. Platz

### Schwimmen
| Mädchen - Jannah Sonnenschein 50 m Schmetterling: 26. Platz 100 m Schmetterling: 21. Platz | Jungen - Shakil Fakir 50 m Freestyle: 33. Platz 50 m Schmetterling: 40. Platz |